# Église du Sacré-Cœur de Bonnecousse
L'église du Sacré-Cœur de Bonnecousse est située à Aussillon, dans le Tarn, en région Occitanie.

## Histoire

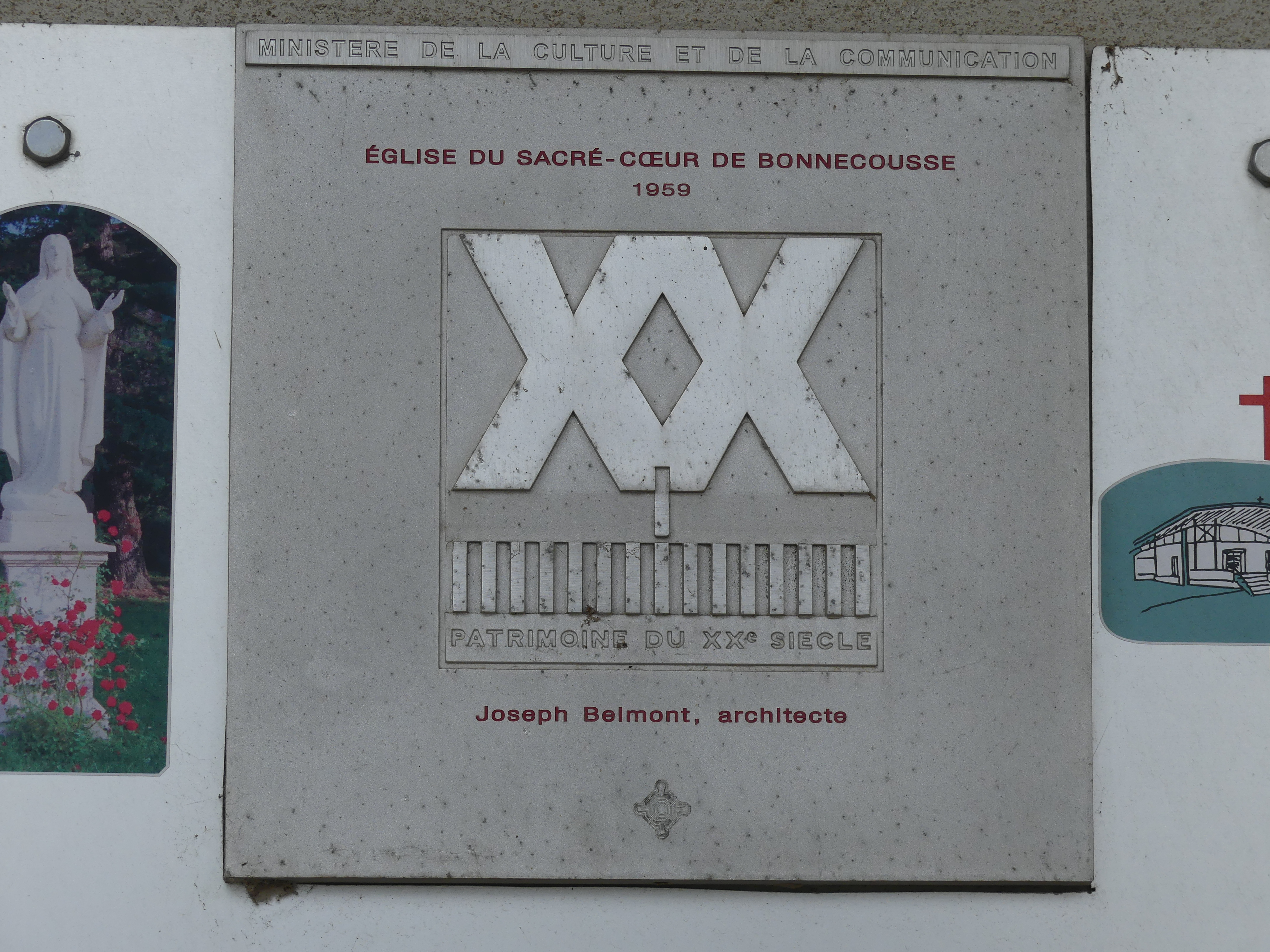
Plaque du label « Patrimoine du XXe siècle » apposée sur l'église du Sacré-Cœur de Bonnecousse.

Construite en 1959-1960 par l'architecte Joseph Belmont et les ingénieurs Jean Prouvé et Serge Ketoff, elle remplace la chapelle du Sacré-Cœur de 1930, devenue trop petite. À la fin de la Seconde Guerre mondiale, les religieux font le vœu qu'une nouvelle église soit construite « si Mazamet est épargnée »,. Un premier projet n'ayant pas abouti, une nouvelle construction est envisagée à la fin des années cinquante. Ce sont les pères dominicains de la revue L'Art sacré qui réalisent la conception liturgique et recommandent Joseph Belmont.
Bénéficiant du label « Patrimoine du XXe siècle », l'église est par ailleurs inscrite au titre des monuments historiques par arrêté du 30 avril 2001.

## Architecture, mobilier et décor
L'édifice allie bois, pierre et métal. La construction est très moderne, avec un toit « flottant » (en acier et aluminium) soutenu par des modules métalliques, ainsi qu'un clocher séparé du bâtiment principal.
À l'entrée de la nef, une tribune supporte l'orgue.
Dans le baptistère, les vitraux en dalles de verre sont l’œuvre d'Henri Guérin qui travaillait à l'époque avec le père Ephrem, de l'Abbaye d'En Calcat. La verrière est signée "HG 1960".

Pour le chœur, Simone Prouvé réalise une tapisserie de 3,70 x 5,60 m qui représente la Création, selon un carton de Philippe S. Hadengue. Elle tisse également le vêtement de la Vierge à l'Enfant, œuvre en plomb de Monique David Belmont.

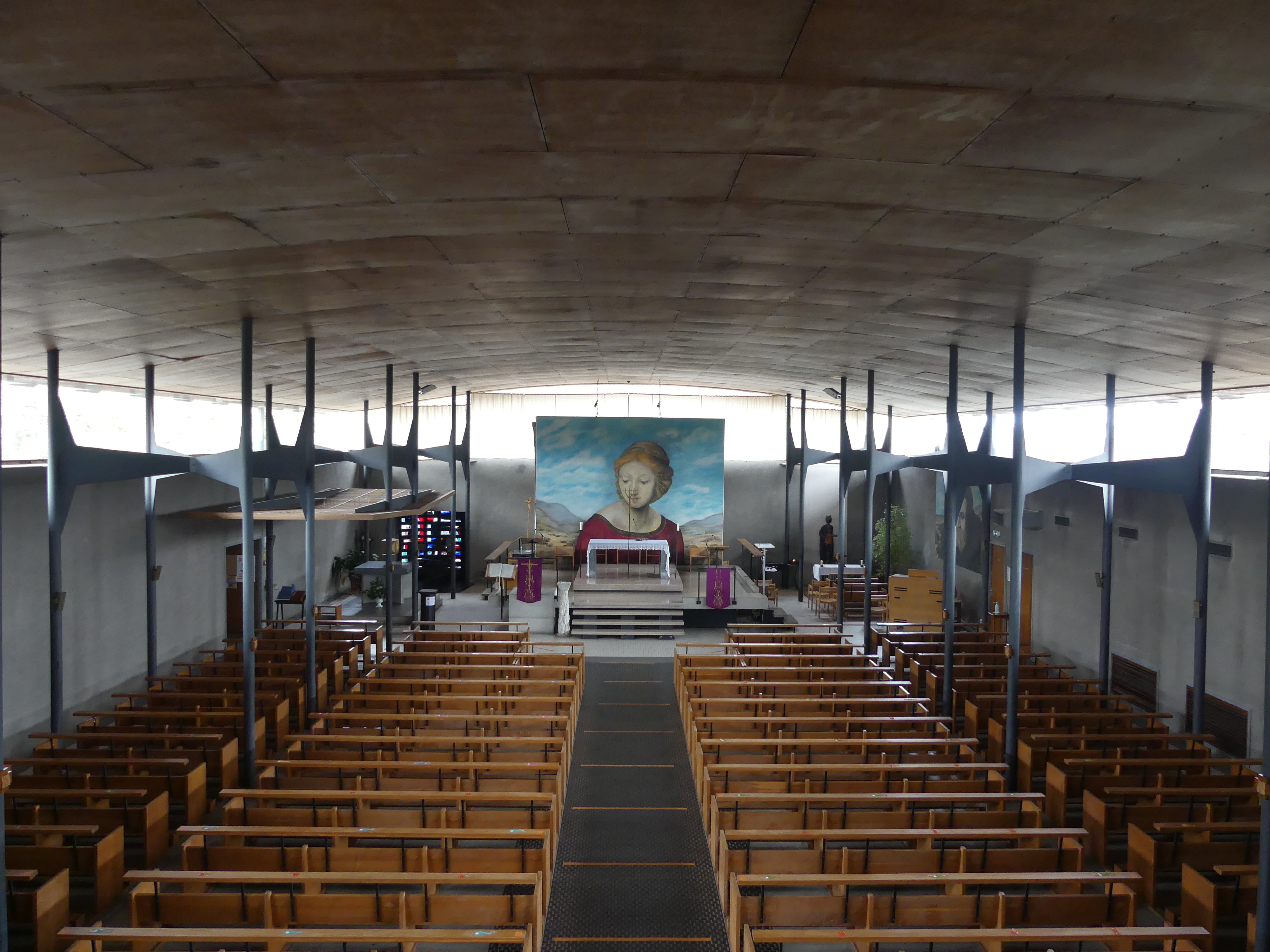
Vue intérieure de l'église du Sacré-Cœur de Bonnecousse, prise depuis la tribune de l'orgue.
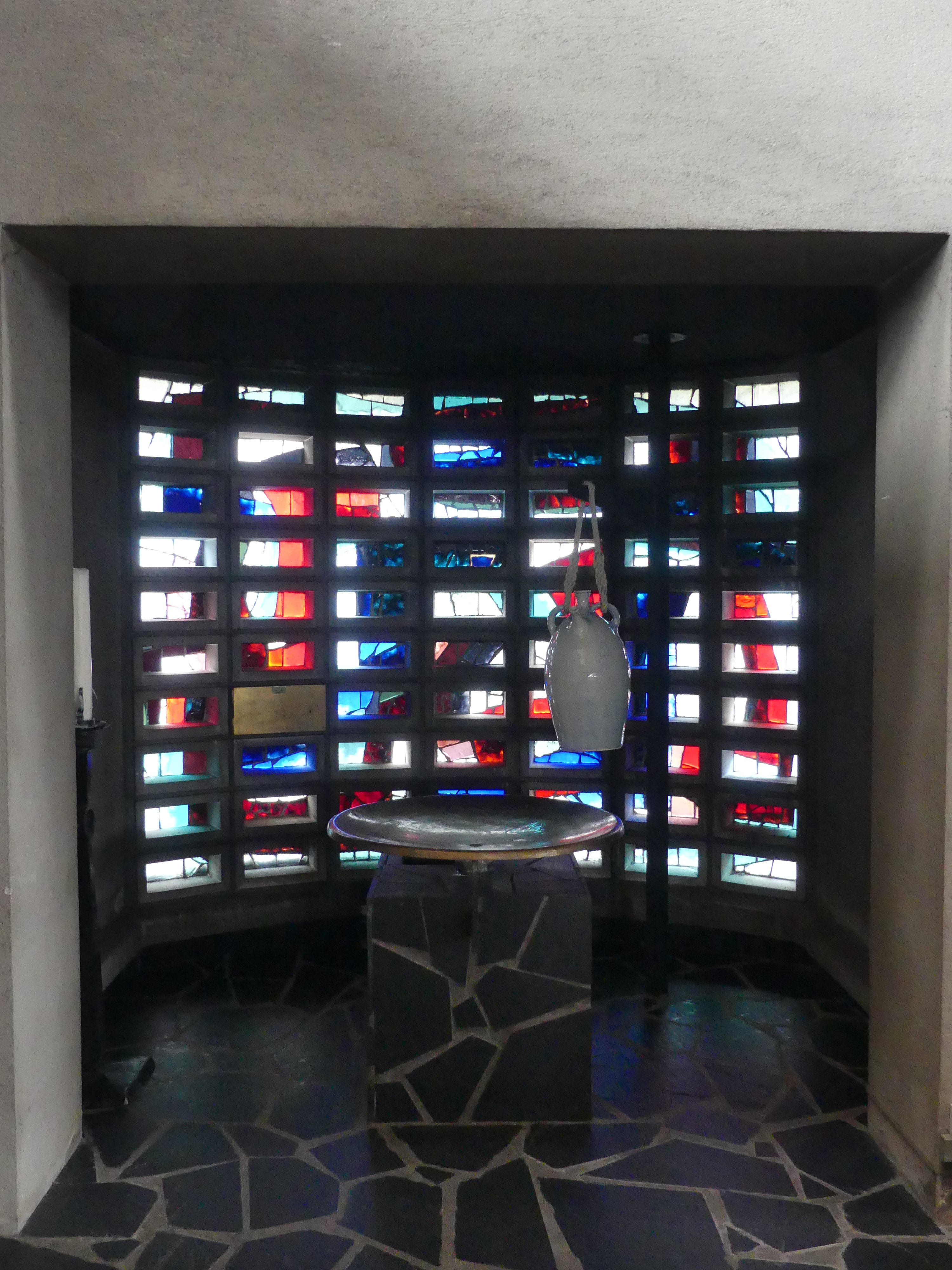
Vitraux du baptistère de l'église du Sacré-Cœur de Bonnecousse.
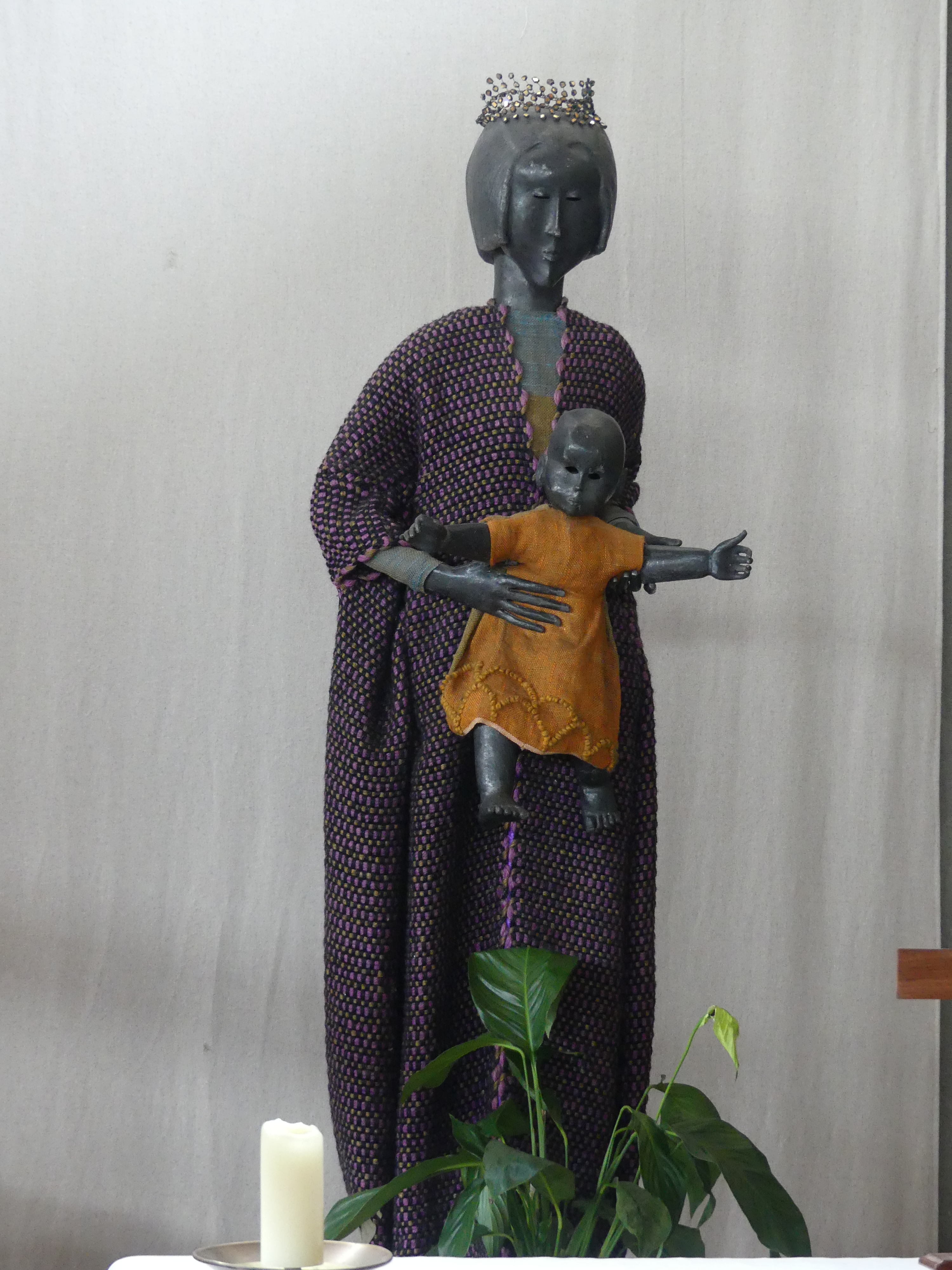
Vierge à l'Enfant en plomb dans l'église du Sacré-Cœur de Bonnecousse.